# John Moses Browning
John Moses Browning (ur. 23 stycznia 1855 w Ogden w stanie Utah, zm. 26 listopada 1926 w Liège) – amerykański konstruktor broni palnej. Od jego nazwiska pochodzi eponim – nazwa pistoletów.

## Życiorys
Był jednym z dwadzieściorga dwojga dzieci rusznikarza Jonathana Browninga. Jego matką była Elisabeth Clark, jedna z trzech żon Jonathana (Browningowie byli mormonami).
Praktykę w warsztacie ojca zaczął w wieku siedmiu lat. W wieku czternastu lat wykonał swój pierwszy karabin jednostrzałowy, prezent dla starszego brata Matta.
W 1879 roku, po śmierci ojca, wraz z braćmi przejął warsztat ojca. W tym samym roku ożenił się z Rachel Child, a także uzyskał swój pierwszy patent (US Patent No. 220.271) na jednostrzałowy karabin. Po modernizacji warsztatu (zakupiono maszynę parową i użyto jej do napędu pozostawionych przez Jonathana maszyn) i przekształceniu go w przedsiębiorstwo Browning Gun Factory, Browningowie rozpoczęli produkcję skonstruowanego przez Johna Mosesa karabinu. Była to udana konstrukcja, ale Browningowie nie mieli dostatecznych środków do rozwinięcia produkcji. W efekcie popyt znacznie przewyższał podaż, a zyski pozostały ograniczone.
W 1883 roku egzemplarz karabinu Browninga zakupił przedstawiciel przedsiębiorstwa Winchester Repeating Arms Company Andrew McAusland. Karabin wzbudził duże zainteresowanie w dyrekcji Winchestera, który odkupił prawa patentowe za 8000 dolarów.
Do 1902 roku skonstruował kilka wzorów broni. Patenty na większość zakupił Winchester i rozpoczął produkcję, między innymi karabinów Winchester M1886, Winchester M1894, Winchester M1895 i strzelb Winchester M1887, Winchester M1897.
W tym samym okresie rozpoczął prace nad bronią automatyczną. Ich efektem był karabin maszynowy Model 1895 „Potato Digger”. Na mocy porozumienia z 24 lipca 1896 przedsiębiorstwo Colt nabyło prawa do wyłącznego korzystania z wynalazków Browninga na terenie USA. Była to pierwsza praktyczna konstrukcja broni automatycznej działającej na zasadzie odprowadzenia gazów prochowych.
Drugą konstrukcją opracowaną na przełomie wieków była strzelba samopowtarzalna. Stała się ona powodem zerwania przez Browninga współpracy z Winchesterem, który odmówił udziałów w zyskach. John Browning udał się do Europy, gdzie zaprezentował prototyp w belgijskich zakładach Fabrique Nationale. Rozpoczęły one produkcję strzelby Browninga pod oznaczeniem A-5. Okazała się ona tak udaną konstrukcją, że jest produkowana do dziś.
Na początku wieku powstał też pierwszy pistolet samopowtarzalny Browninga Model 1900, również produkowany przez Fabrique Nationale.
W następnych latach powstały: pistolet Colt M1911 (produkowany do dziś), karabiny maszynowe M1917, M1918 (BAR), M1919 i wielkokalibrowy karabin maszynowy M2 (do dziś pozostający na wyposażeniu armii amerykańskiej).
Jednocześnie z konstruowaniem wojskowej broni maszynowej kontynuował prace nad konstrukcjami dla użytkowników cywilnych. Powstały produkowane w zakładach FN pistolety M1906, Baby, M1910, M1922, strzelba B25, karabinek sportowy Semi Auto 22.
Zmarł na zawał serca 26 listopada 1926 roku podczas wizyty w zakładach FN w Liège.